# 马尔宽
马尔宽（法語：Marcoing，法語發音：[maʁkwɛ̃]）是法国上法蘭西大區北部省的一个市镇，属于康布雷区。

## 地理
马尔宽（50°7'17"N, 3°10'25"E）面积15.11 平方千米，位于法国上法蘭西大區北部省，该省份为法国最北部的省份及最长的省份，西北濒北海，西接加来海峡省，南至埃纳省和索姆省，东与比利时接壤。
与马尔宽接壤的市镇（或旧市镇、城区）包括：埃斯科河畔努瓦耶勒、维莱普卢伊什、弗莱基耶尔、马尼耶尔、普罗维尔、里贝库尔拉图尔、吕米伊昂康布雷西。

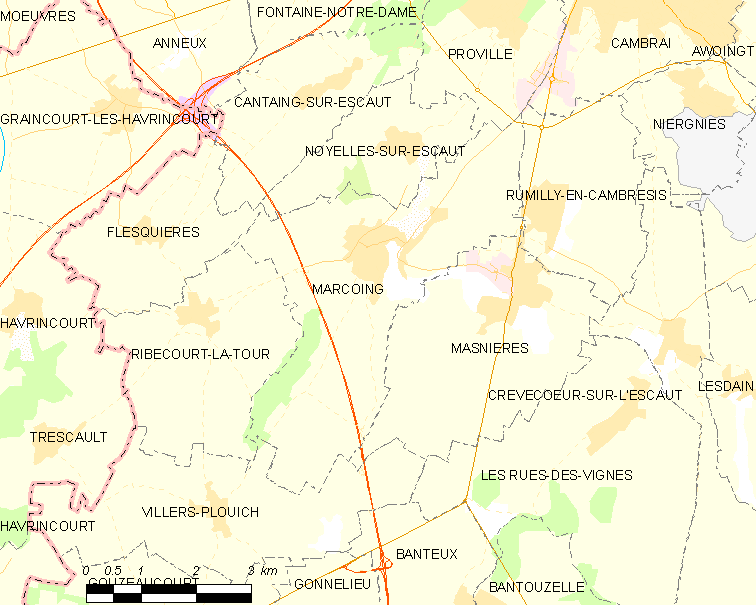
马尔宽的OSM定位图

马尔宽的时区为UTC+01:00、UTC+02:00（夏令时）。

## 行政
马尔宽的邮政编码为59159，INSEE市镇编码为59377。

## 政治
马尔宽所属的省级选区为勒卡托康布雷西县。

## 人口

1962-2008年间马尔宽人口变化图示

马尔宽于2022年1月1日时的人口数量为1865人。